# Sint-Martinuskerk (Oosterend)
De Sint-Martinuskerk was een vroeg 20e-eeuwse rooms-katholieke kerk in neogotische stijl in Oosterend op Texel behorende tot het bisdom Haarlem-Amsterdam. De kerk werd sinds 2018 niet meer gebruikt, maar werd pas op 1 oktober 2020 onttrokken aan de eredienst.

## Geschiedenis
De Sint-Martinuskerk werd in 1905 gebouwd naar een ontwerp van de architect C.L.M. Robbers uit Haarlem. De kerk werd gebouwd als bijkerk voor de parochie van Den Burg, waartoe Oosterend behoorde, en werd gewijd aan de Heilige Martinus. Het besluit om deze kerk te bouwen werd genomen in september 1904. Aannemer was Gerrit Kuip uit De Koog die de opdracht voor 10.720 gulden had aangenomen. Pastoor Gerard Buijsman legde  op 30 mei 1905 de eerste steen.  Op 5 oktober 1905 was de bouw gereed en op 24 oktober 1905 zegende pastoor Buijsman de kerk in.
Op 28 juni 1921 werd de Martinussteen geplaatst in de kerk, ontworpen en gemaakt in zandsteen door Pieter Biesiot uit Den Haag. De kosten bedroegen 435 gulden.
Op 28 oktober 2018 werd de laatste viering gehouden in de kerk.  Op 1 oktober 2020 werd de kerk onttrokken aan de eredienst. Op 22 oktober 2020 werd de kerk verkocht aan een verzekeraar die er een kantoor in gaat vestigen.

### Orgel
In eerste instantie beschikte de kerk over een harmonium, dat in 1978 werd vervangen door een pijporgel gemaakt door Hans de Goede uit onderdelen van drie andere orgels. Door onbruik raakte dit orgel in verval en werd in 1999 een Johannus-orgel van het type Sweelinck 10 gekocht dat in februari 2000 in gebruik werd genomen.

## Bouw
De Sint-Martinuskerk is een zaalkerk met een absisuitbouw. De kerk is niet georiënteerd, de absis bevindt zich min of meer aan de westzijde, de ingang van het schip aan de oostzijde. De oostzijde is tevens de straatzijde. Hier heeft de gevel in het midden een groot rozetraam. De voorgevel is versierd met een patronen van gekleurde bakstenen. Aan de noordzijde heeft het dak twee dakkapellen, aan de zuidzijde bevindt zich 1 dakkapel. Op de centrale nok op het eind van het schip aan de westzijde bevindt zich een dakruiter.
In de kerk zijn aan weerszijden van de absis in het schip een Mariakapel en een Heilig Hart van Jezus-kapel ingericht. De Martinussteen is deel van de Mariakapel.
Aan de oostzijde van het schip is een koorzolder gebouwd waarop het elektronisch orgel zich bevindt.
De kruiswegstaties zijn van de hand van Jan Toorop en dateren uit 1918. De originelen hangen in de Sint-Bernulphuskerk in Oosterbeek. In deze kerk hangen thans reproducties.

## Afbeeldingen

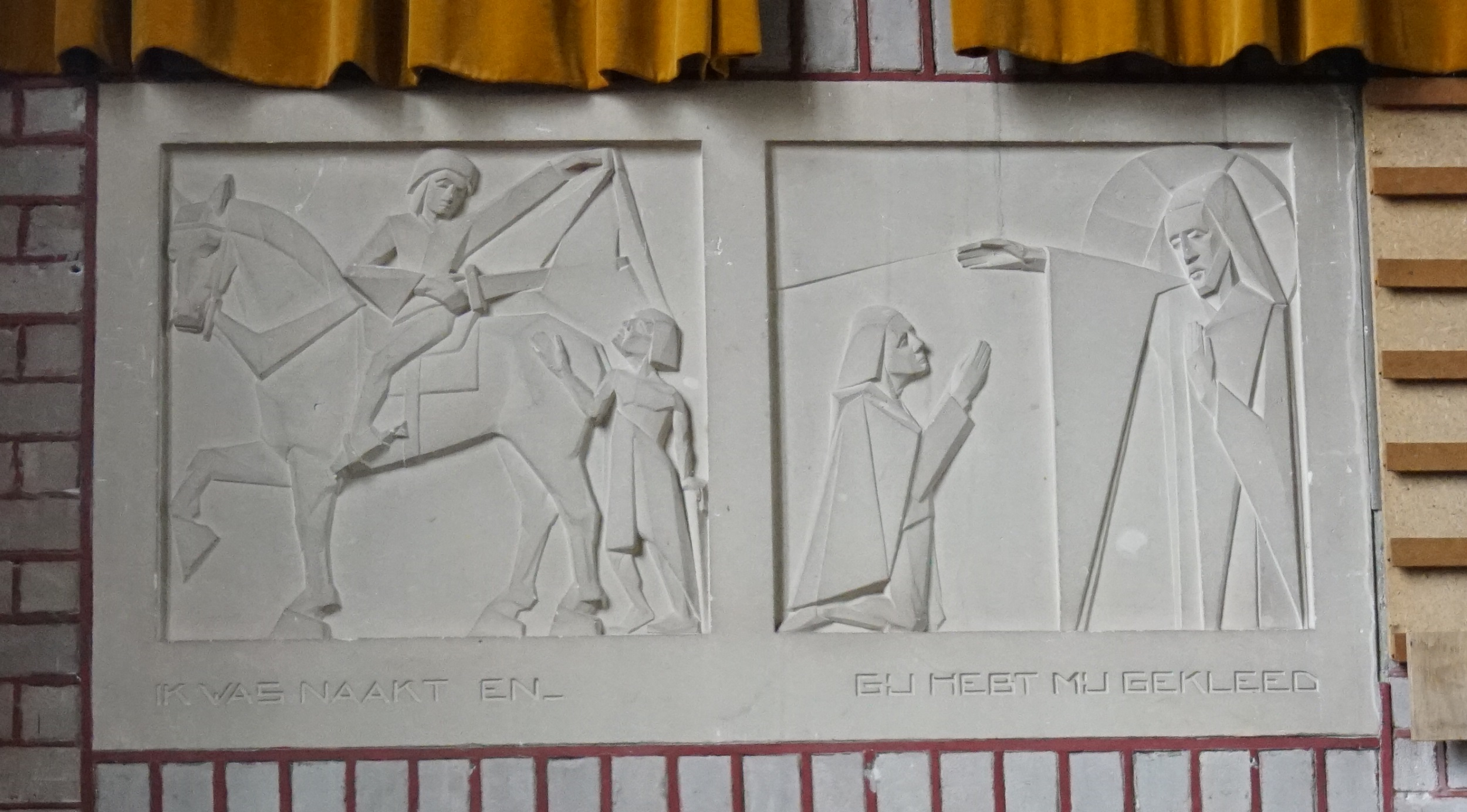
Martinussteen: ik was naakt... en Gij hebt mij gekleed.
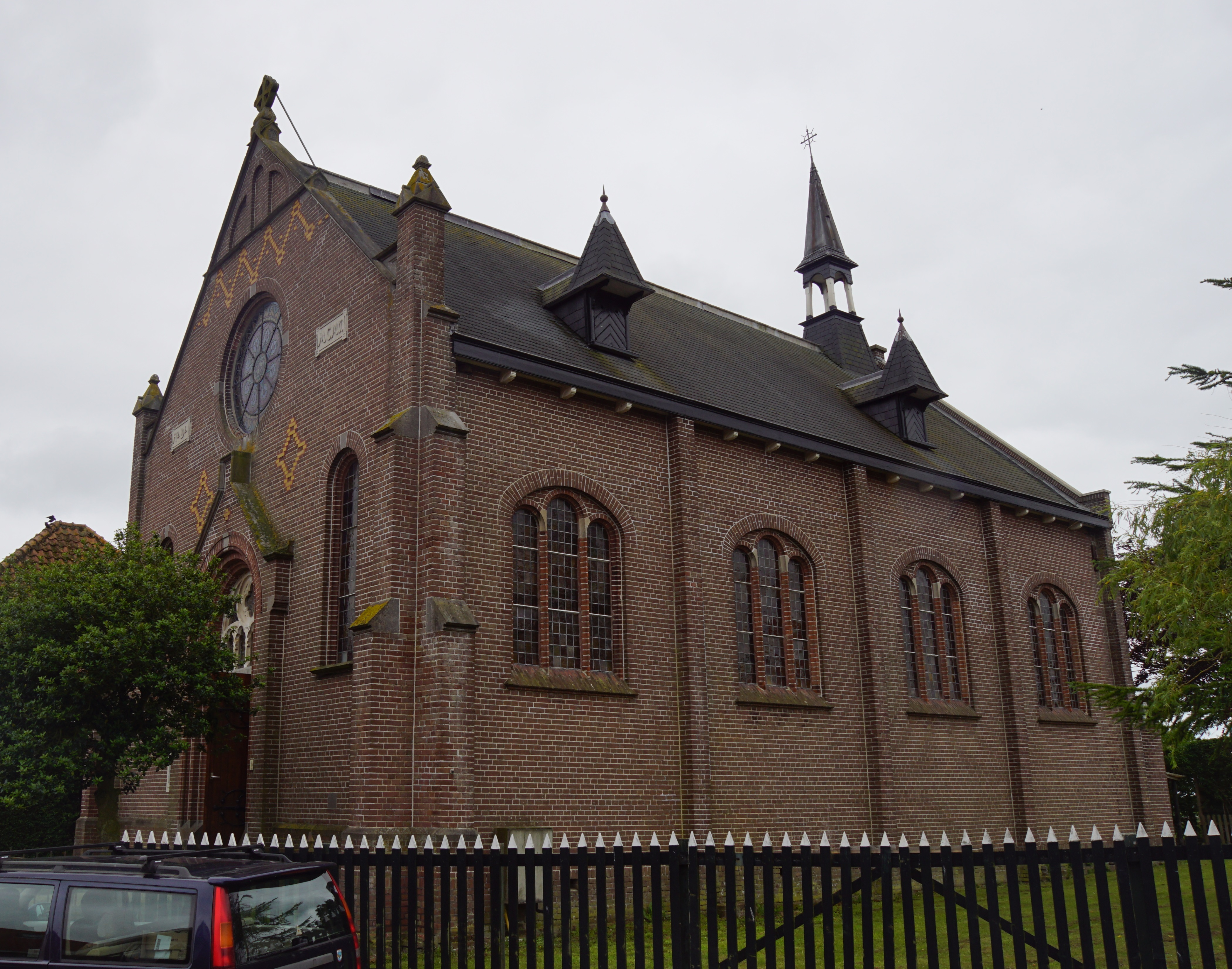
De kerk vanuit het noordoosten.